# Los Navegantes
Koordinaten: 34° 24′ S, 72° 0′ W
Los Navegantes ist ein Wohnviertel (población) südöstlich von Pichilemu, in der chilenischen Región del Libertador General Bernardo O’Higgins. Es liegt in der Nähe des Municipal-Stadions und des La Cruz Hill. Das 1997 gegründete Viertel erstreckt sich über ein Gebiet von 1,5 km.

## Geschichte
Los Navegantes wurde 1997 fertiggestellt. In dem Viertel liegen rund 30 Häuser. Es ist das erste Viertel in Pichilemu, das in den 1990er Jahren gegründet wurde.
In Los Navegantes liegt die Charly's School.

## Demographie
Die Nachbarschaft hat eine geschätzte Bevölkerung von 200. Die Mehrheit der Erwachsenen in der Nähe sind Lehrer oder Arbeiter der Gemeinde.